# ミゲル・テハダ
ミゲル・オダリス・テハダ・マルティネス（Miguel Odalis Tejada Martínez,  1974年5月25日 - ）は、ドミニカ共和国ペラビア州バニ出身の元プロ野球選手（内野手）、プロ野球監督。右投右打。ベースボール・ユナイテッドのカラチ・モナークスの監督を務める。

## 経歴

### プロ入りとアスレチックス時代
1993年7月17日にオークランド・アスレチックスと契約金2,000ドルで入団する。
1997年8月27日、メジャーデビュー。26試合に出場して打率.202、2本塁打、10打点を記録した。
1998年5月30日にメジャー昇格後105試合に出場して打率.233、11本塁打45打点を記録した。
1999年はチーム最多の159試合に出場して、打率.251、21本塁打、84打点を記録。7月11日には遊撃手として史上10人目の1試合3本塁打を記録。
2000年はメジャーの遊撃手としてはアレックス・ロドリゲスに次ぐ30本塁打、115打点を記録し、遊撃手としての球団記録を更新。チームは8年ぶりの地区優勝でポストシーズンへ進出したがヤンキースに2勝3敗で敗退。
2001年は初めて全162試合に出場した。31本塁打を放ち、前年に続き遊撃手としての球団シーズン本塁打記録を更新。4月14日のレンジャーズ戦でケニー・ロジャースから球団通算1万本塁打となる本塁打を放っている。9月29日にマリナーズ戦でサイクル安打を達成。前年に続きワイルドカードでポストシーズンへ進出したがヤンキースに2勝3敗で敗退。
2002年は打率.308と初めて3割を超え、球団史上1938年のウォーリー・モーゼス以来となるシーズン200本安打を達成した。34本塁打・131打点と自身が持つ遊撃手としての球団記録をさらに更新し、7月24日にはエディ・ジューストの遊撃手としての球団通算本塁打記録を更新。7月9日に行われたオールスターに初めて選出されると、2004年からは3年連続で選出されるようになった。ルイス・カスティーヨの35試合に次いでシーズン2位となる24試合連続安打をオールスター終了後の7月11日から8月6日にかけて記録した。シーズン終盤、チーム20連勝・逆転でのポストシーズン進出の原動力となり57本塁打・142打点でリーグ2冠のアレックス・ロドリゲスを抑え、MVPを獲得している。
2003年5月10日まで打率が1割台で推移したが、最終的に打率は.278で27本塁打106打点を記録した。連続試合出場を594まで伸ばし、球団記録となった。シーズン終了後の10月27日にFAとなり、デトロイト・タイガースやシアトル・マリナーズが獲得に動いた。

### オリオールズ時代
2003年12月18日に総額7,200万ドルの6年契約でボルチモア・オリオールズと契約した。
2004年は1922年にケン・ウィリアムズが記録した155打点に次ぐ150打点をたたき出し、打点王とシルバースラッガー賞を受賞した。
2005年7月12日のオールスターでジョン・スモルツ（ブレーブス）から本塁打を放ちMVPを獲得した。打率.304、26本塁打、98打点と打撃3部門は前年より悪化したが、5月9日のツインズ戦で遊撃手として史上5人目となる通算200本塁打を達成した。45二塁打を記録した松井秀喜らを抑えリーグ1位の50二塁打を記録した。2004年、2005年テハダはシルバースラッガー賞を2年連続獲得するなどチームの中心選手として活躍したがチームは低迷。
2006年はシーズン開幕前の3月に開催された第1回ワールド・ベースボール・クラシック(WBC)のドミニカ共和国代表に選出された。
シーズン開幕前には球団を批判し、トレード志願をした。テハダはこの年打率が自身最高の.330を記録し、1954年以降ではカル・リプケン・ジュニアを上回り球団史上最多の214本安打を記録した。
2000年6月から試合に出場し続け、2007年4月24日にはMLB史上7人目の1100試合連続出場を達成。しかし、6月20日のパドレス戦で左手首に死球を受け、22日に15日間の故障者リスト入り。これにより連続試合出場記録は1152試合（MLB史上5位）で途切れた。8月に自己最多となる月間10本塁打を記録したが、シーズンを通しては18本塁打と9年ぶりに20の大台を下回った。

### アストロズ時代
2007年12月12日にルーク・スコット、マット・アルバース、マイク・コスタンゾ、トロイ・パットン、デニス・サファテの5選手との交換トレードでヒューストン・アストロズに移籍。
2008年は4月終了時点の打率.345はチーム1位と好調なスタート。5月2日のブルワーズ戦の試合前には始球式に参加する筋ジストロフィーの少年に本塁打を約束。6回に約束通りに本塁打を記録。オールスターにも2年ぶりに選出されたが、後半戦は打率.295、3本塁打、22打点、OPS.714と前半戦の半分以下の数字となった。
2009年はシーズン開幕前の3月に開催された第2回WBCのドミニカ共和国代表に選出され、2大会連続2度目の選出を果たした。
シーズンでは打率.329、7本塁打、OPS.830と好調で前半戦を折り返す。最終的に自身2度目の199安打を放ち、打率.313、14本塁打、86打点、OPS.795、リーグ1位の46二塁打を放つ活躍を見せた。オフの11月6日にFAとなった。

### オリオールズ復帰
2010年1月26日にボルチモア・オリオールズと1年契約を結んだ。オリオールズでは97試合の出場で打率.269、9本塁打、39打点、OPS.679とやや低調な成績を残していた。

### パドレス時代
2010年7月29日にウィン・ペルツァーとのトレードで、優勝争いを繰り広げていたサンディエゴ・パドレスへ移籍。オリオールズ所属時と比べて約40試合ほど出場試合数が少ない中、59試合に出場し、打率.268、8本塁打、32打点、OPS.730と移籍前を上回る成績を残した。オフの11月1日にFAとなった。

### ジャイアンツ時代
2010年12月2日にサンフランシスコ・ジャイアンツと1年契約を結んだ。
2011年は開幕ロースター入りしたが、7月19日に下腹部の故障で、15日間の故障者リスト入りした。8月16日に復帰したが、91試合の出場で打率.239、4本塁打、OPS.596と低迷。8月31日にDFAとなり、9月8日に解雇された。

### ２度目のオリオールズ復帰
2012年5月8日に古巣のオリオールズとマイナー契約を結んだ。AAA級ノーフォーク・タイズで36試合に出場していたが、6月25日に自身の要望で退団した。

### ロイヤルズ時代
2012年12月31日にカンザスシティ・ロイヤルズとマイナー契約を結んだ。1年契約でメジャー復帰を果たせば年俸110万ドル(約9500万円)で、さらに40万ドル(約3400万円)の出来高払いが含まれる。
2013年はシーズン開幕前の3月に開催された第3回WBCのドミニカ共和国代表に選出され、3大会連続3度目の選出を果たした。同大会でドミニカ共和国は初となる優勝を果たした。
シーズンでは3月31日にロイヤルズとメジャー契約を結び、開幕ロースター入りした。開幕後は53試合に出場し、3本塁打20打点1盗塁、打率.288と結果を残していたが、8月11日に右脹脛の故障で、15日間の故障者リスト入りした。8月14日に60日間の故障者リストへ異動した。8月17日には薬物規定違反で105試合の出場停止処分を命じられた。オフの10月31日にFAとなった。

### マーリンズ傘下時代
2014年5月19日にマイアミ・マーリンズとマイナー契約を結んだ。8月2日に解雇された。

### メキシカンリーグ時代
2015年1月27日にリーガ・メヒカーナ・デ・ベイスボルのプエブラ・パロッツと契約。9月にMLBからの引退を正式に表明したが、引退試合として同年冬のドミニカ・ウィンターリーグでプレーする意向を示した。11月には第1回WBSCプレミア12で母国のドミニカ共和国代表の監督を務めたが、グループリーグBで5連敗し、最下位に終わった。
2014年冬季からはドミニカ・ウィンターリーグのアギラス・シバエーニャスでもプレーした。2015年9月の引退表明で予告していた通り、2015-16年のウィンターリーグにも出場した。なお2016-17シーズンのプレーオフにも出場記録がある。

### 引退後
2023年6月5日にベースボール・ユナイテッドのカラチ・モナークスの初代監督に就任した。

## 選手としての特徴
打撃ではリストの強さを持ち味とし、広角に打球を放つ。スイングが大きいため、打席から一塁までのスピードは4.2秒と平均的
。
守備では短い腕の振りから送球できる強肩を誇り、特に内野と外野との間に上がったフライに対する反応が速い。

## 人物

### 薬物問題
2005年8月の下院公聴会においてヒト成長ホルモン（HGH）を購入した事を認めたが、使用は否定した。この証言が偽証だったとして2009年2月10日に起訴され、翌11日には虚偽の証言をした事を認めた。自身の有罪を認めた数時間後にヒューストン・アストロズの本拠地球場であるミニッツメイド・パークで記者会見を行い、目に涙を浮かべて謝罪した。3月26日に1年間の保護観察処分と5000ドル（約50万円）の罰金と100時間の社会奉仕活動が科された。
2013年8月17日にMLB機構はドーピング検査で今季2度に渡ってアンフェタミンに陽性反応を示したとしてテハダを105試合の出場停止処分に科した事を発表した。テハダはロイヤルズの組織とファンに対して謝罪を表明し、「私は薬による治療が必要な疾患を持っている。治療目的使用のために適用再申請中に薬を使用したが、機構と選手会が共同で行っている薬物禁止プログラムの下では、これは過ちだった」と述べた。

### 年齢詐称
1976年にドミニカ共和国バニで生まれたとされていたが、実際には1974年生まれであると2008年4月17日に告白した。騙すつもりは無かったが、契約を得るための唯一の手段だったと語った。また、ESPNの「E:60」において彼の本名はテハダではなくテヘダであると報じられている
。

## 詳細情報

### 年度別打撃成績
| 年 度     | 球 団     | 試 合 | 打 席 | 打 数 | 得 点 | 安 打 | 二 塁 打 | 三 塁 打 | 本 塁 打 | 塁 打 | 打 点 | 盗 塁 | 盗 塁 死 | 犠 打 | 犠 飛 | 四 球 | 敬 遠 | 死 球 | 三 振 | 併 殺 打 | 打 率 | 出 塁 率 | 長 打 率 | O P S |
| --------- | --------- | ----- | ----- | ----- | ----- | ----- | -------- | -------- | -------- | ----- | ----- | ----- | -------- | ----- | ----- | ----- | ----- | ----- | ----- | -------- | ----- | -------- | -------- | ----- |
| 1997      | OAK       | 26    | 104   | 99    | 10    | 20    | 3        | 2        | 2        | 33    | 10    | 2     | 0        | 0     | 0     | 2     | 0     | 3     | 22    | 3        | .202  | .240     | .333     | .574  |
| 1998      | OAK       | 105   | 407   | 365   | 53    | 85    | 20       | 1        | 11       | 140   | 45    | 5     | 6        | 4     | 3     | 28    | 0     | 7     | 86    | 8        | .233  | .298     | .384     | .681  |
| 1999      | OAK       | 159   | 674   | 593   | 93    | 149   | 33       | 4        | 21       | 253   | 84    | 8     | 7        | 9     | 5     | 57    | 3     | 10    | 94    | 11       | .251  | .325     | .427     | .751  |
| 2000      | OAK       | 160   | 681   | 607   | 105   | 167   | 32       | 1        | 30       | 291   | 115   | 6     | 0        | 2     | 2     | 66    | 6     | 4     | 102   | 15       | .275  | .349     | .479     | .828  |
| 2001      | OAK       | 162   | 683   | 622   | 107   | 166   | 31       | 3        | 31       | 296   | 113   | 11    | 5        | 1     | 4     | 43    | 5     | 13    | 89    | 14       | .267  | .326     | .476     | .801  |
| 2002      | OAK       | 162   | 715   | 662   | 108   | 204   | 30       | 0        | 34       | 336   | 131   | 7     | 2        | 0     | 4     | 38    | 3     | 11    | 84    | 21       | .308  | .354     | .508     | .861  |
| 2003      | OAK       | 162   | 703   | 636   | 98    | 177   | 42       | 0        | 27       | 300   | 106   | 10    | 0        | 0     | 8     | 53    | 7     | 6     | 65    | 12       | .278  | .336     | .472     | .807  |
| 2004      | BAL       | 162   | 725   | 653   | 107   | 203   | 40       | 2        | 34       | 349   | 150   | 4     | 1        | 0     | 14    | 48    | 6     | 10    | 73    | 24       | .311  | .360     | .534     | .894  |
| 2005      | BAL       | 162   | 704   | 654   | 89    | 199   | 50       | 5        | 26       | 337   | 98    | 5     | 1        | 0     | 3     | 40    | 8     | 7     | 83    | 26       | .304  | .349     | .515     | .865  |
| 2006      | BAL       | 162   | 709   | 648   | 99    | 214   | 37       | 0        | 24       | 323   | 100   | 6     | 2        | 0     | 6     | 46    | 10    | 9     | 79    | 28       | .330  | .379     | .498     | .878  |
| 2007      | BAL       | 133   | 568   | 514   | 72    | 152   | 19       | 1        | 18       | 227   | 81    | 2     | 1        | 0     | 3     | 41    | 9     | 10    | 55    | 22       | .296  | .357     | .442     | .799  |
| 2008      | HOU       | 158   | 666   | 632   | 92    | 179   | 38       | 3        | 13       | 262   | 66    | 7     | 7        | 1     | 3     | 24    | 4     | 6     | 72    | 32       | .283  | .314     | .415     | .729  |
| 2009      | HOU       | 158   | 673   | 635   | 83    | 199   | 46       | 1        | 14       | 289   | 86    | 5     | 2        | 0     | 8     | 19    | 2     | 11    | 48    | 29       | .313  | .340     | .455     | .795  |
| 2010      | BAL       | 97    | 428   | 401   | 40    | 108   | 16       | 0        | 7        | 145   | 39    | 0     | 0        | 0     | 3     | 15    | 3     | 9     | 39    | 13       | .269  | .308     | .362     | .670  |
| 2010      | SD        | 59    | 253   | 235   | 31    | 63    | 10       | 0        | 8        | 97    | 32    | 2     | 0        | 1     | 0     | 15    | 0     | 2     | 28    | 3        | .268  | .317     | .413     | .730  |
| '10計     | SD        | 156   | 681   | 636   | 71    | 171   | 26       | 0        | 15       | 242   | 71    | 2     | 0        | 1     | 3     | 30    | 3     | 11    | 67    | 16       | .269  | .312     | .381     | .692  |
| 2011      | SF        | 91    | 343   | 322   | 28    | 77    | 16       | 0        | 4        | 105   | 26    | 4     | 4        | 2     | 4     | 12    | 5     | 3     | 35    | 10       | .239  | .270     | .326     | .596  |
| 2013      | KC        | 53    | 167   | 156   | 15    | 45    | 5        | 0        | 3        | 59    | 20    | 1     | 0        | 3     | 1     | 6     | 1     | 1     | 25    | 6        | .288  | .317     | .378     | .695  |
| MLB：16年 | MLB：16年 | 2171  | 9205  | 8434  | 1230  | 2407  | 468      | 23       | 307      | 3842  | 1302  | 85    | 38       | 23    | 71    | 553   | 73    | 122   | 1079  | 277      | .285  | .336     | .456     | .791  |

- 各年度の太字はリーグ最高

### タイトル
- 打点王 1回：2004年（150打点）

### 表彰
- シーズンMVP 1回：2002年
- シルバースラッガー賞 2回：2004年、2005年
- オールスターMVP - 1回：2005年

### 記録
- MLBオールスターゲーム選出 6回：2002年、2004年 - 2006年、2008年、2009年
- サイクル安打 1回 : 2001年9月29日[6]
- 連続試合出場：1152（歴代5位、2000年6月2日 - 2007年6月21日）

### 代表歴
- 2006 ワールド・ベースボール・クラシック・ドミニカ共和国代表
- 2009 ワールド・ベースボール・クラシック・ドミニカ共和国代表
- 2013 ワールド・ベースボール・クラシック・ドミニカ共和国代表

### 監督歴
- 2015 WBSCプレミア12 ドミニカ共和国代表